# リチャード・P・ファインマン
リチャード・フィリップス・ファインマン（Richard Phillips Feynman, 1918年5月11日 - 1988年2月15日）は、アメリカ合衆国出身の物理学者である。

## 概要
経路積分や、素粒子の反応を図示化したファインマン・ダイアグラムの発案でも知られる。1965年、量子電磁力学の発展に大きく寄与したことにより、ジュリアン・S・シュウィンガーや朝永振一郎とともにノーベル物理学賞を共同受賞した。
カリフォルニア工科大学時代の講義内容をもとにした物理学の教科書『ファインマン物理学』は、世界中で高い評価を受けた。また、『ご冗談でしょう、ファインマンさん』などユーモラスな逸話集も出版されている。

## 業績

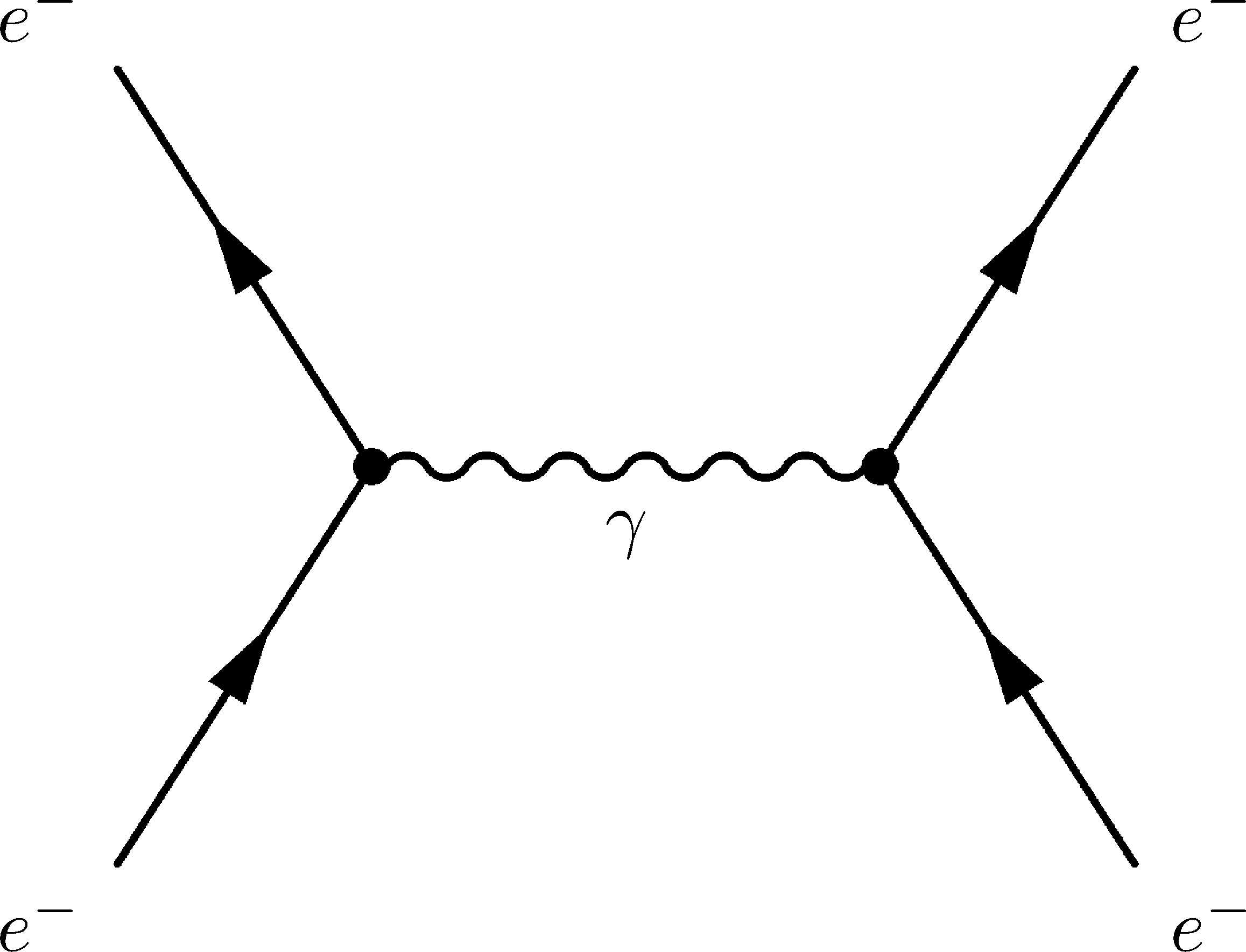
ファインマン・ダイアグラムの一例。この例では電子が光子を媒介として相互作用する過程を表している。

経路積分という新しい量子化の手法を考案した。経路積分を用いることで、水素に見られるエネルギー準位のずれであるラムシフトを簡単に説明できるようになり、この成果が、ノーベル物理学賞受賞につながった。
素粒子の反応を図示化したファインマン・ダイアグラムを考案した。これは素粒子論における複雑な計算を視覚的に理解する上で大変効果的であるが、その数学的基礎付けは未だなされていない。ファインマン自身はこれらの理論に対して懐疑的な態度をとっていた。
また、もともと量子力学におけるエネルギーの期待値を計算するために考案されたファインマン–カッツの公式などは、後に金融工学などの経済の分野にも応用されている。
さらに、将来の科学技術に関する様々な予言も行っている。1959年に行った講演（There's Plenty of Room at the Bottom）では、「針の先端程度の大きさに、ブリタニカ百科事典すべてを記録する技術」を提案した。この発想は後にナノテクノロジーとして確立された。1985年には量子コンピュータを予言した論文を発表している。

## 生涯
- 1918年5月11日：  ニューヨーク市クイーンズのファーロッカウェイ（英語版）という小さな海辺の町のユダヤ人家庭に生まれる。白ロシア、ミンスク出身のメルヴィル・フィリップス・ファインマンとイーストサイド育ちのポーランド系ルシールの2男1女の長子として出生。母ルシールが心配するほど寡黙な子だったが2歳頃から驚くほど多弁な子になり父親が購入した大英百科事典をむさぼり読む。父メルヴィルの生業はベンダー・アンド・ゴールドスタイン社の制服販売業。
- 1918年 - 1935年： ファーロッカウェイに居住。
  - 息子を科学者にしたいと考えていた父親は、幼いファインマンに自然科学の面白さを熱心に教え、一方ではユダヤ教の日曜学校に通わせヘブライ語まで習わせた。
  - 1924年1月のリチャード5歳時、ファインマン家第二子ヘンリー・フィリップス・ファインマンが生まれるが生後4週間で死去（脳脊髄膜炎と思われる）。リチャード9歳時、妹ジョーンが出生。末子ジョーンは年に一回、家族一同が沈痛な雰囲気の中、連れだされた外出先で何らかの祈りが行われていたが、ジョーン出生前、実兄リチャードとの間にもう一人、既に故人となっていた次男にあたる兄が存在していた事を後々知る事になる。
  - 11歳か12歳のころ、ラビ達が言っていたユダヤ教の奇跡を少年なりに強引な解釈をして理解、納得に努めていたが、死にゆく登場人物の回想シーンという説話に整合性が見出せなかったリチャード少年は大泣きしてしまう。驚いたラビは「これは作り話なんだよ」と説明するが、これをきっかけにファインマンの宗教嫌いが決定的なものになり無神論を大っぴらに標榜するようになった。
  - 11歳か12歳のころ、自宅に「実験室」（とはいっても木の荷箱に棚を取り付けただけのもの）を作り、色々な実験をして遊ぶようになった。特にラジオには大きな関心を示し、壊れた古ラジオを直すなどの特技を持つようになった。これが評判となり、大人が子供のファインマンにラジオの修理を依頼することが度々あった。
  - 化学と数学は高校まで学年でトップの成績であった。
  - コロンビア大学を受験したが、当時アイヴィー・リーグを中心に設けられていた「ユダヤ人学生上限枠」のため不合格となったため、MITに進学することになった。
- 1935年 - 1939年： MIT（マサチューセッツ工科大学）で物理学を学ぶ。
  - MITを卒業した1939年の夏休みの間、プラスチックに金属メッキをするメタプラスト社にアルバイトで入り、それまでよりはるかに多くの種類のプラスチックにメッキできるようにしたり、何時間も掛かっていた作業をたったの5分に短縮するなどの才能を発揮した。ファインマンが化学においても優れた知識とセンスを持っていた証拠である。
- 1939年 - 1943年： プリンストン大学の大学院生となり、ジョン・ホイーラー教授の助手を務める。
  - 1942年： 最初の妻アーリーン・グリーンバウムと結婚する。
  - ホイーラーの勧めにより、電気力学の量子論についてのゼミをすることになったが、ゼミの前評判を聞きつけてユージン・ウィグナー、ヘンリー・ノリス・ラッセル、フォン・ノイマン、パウリ、アインシュタインなどのそうそうたるメンバーが出席した。
  - 原子爆弾開発プロジェクトマンハッタン計画への参加を持ちかけられ、当初は断ったが、ヒトラーが原子爆弾を先に開発する恐れがあると思い直し、結局この計画にたずさわることになった。このため自分の研究をしばらく諦めて、しばらくはプリンストン大学内でこの計画に協力した。最終的にはロスアラモスに行くことになったが、行く直前に6週間休暇をとって電磁波の先進波についての博士論文を書き終え、博士号を取得。
- 1943年4月 - 1946年11月： ロスアラモス国立研究所に移ってマンハッタン計画の任務を遂行。
  - 1945年： 妻アーリーンが結核で亡くなる。
  - 理論グループに所属していたが[3]、下っ端の雑用からテネシー州オークリッジにあるウラン濃縮工場の視察、および、計算機を使った膨大な計算等々、様々な任務に携わった[注釈 1]。
- 1946年11月6日 - 1951年： コーネル大学の教授。
- 1951年 - ： カリフォルニア工科大学の教授
  - 1952年6月： 2番目の妻となるメアリー・ルイーズ・ベルと結婚、4年で破局。離婚理由は「肉体的精神的苦痛（ボンゴの騒音と四六時中微積分に没頭していた）によるもの」としてファインマンもこれを事実として認める。
  - 1953年： 国際理論物理学会 東京&京都で来日。
  - 1960年： 前年に女中で雇った英人のグウェネス・ホワースと結婚。後、実子カールと養子ミシェルの2児を授かる。
  - 1962年： アーネスト・ローレンス賞受賞。
  - 1965年： 量子電磁力学の発展に大きく寄与したことにより、ジュリアン・S・シュウィンガー、朝永振一郎とともにノーベル物理学賞を共同受賞した。
  - 1972年： エルステッド・メダル受賞。
  - 1979年： アメリカ国家科学賞受賞。
  - 1986年： この年の1月28日に起きたチャレンジャー号事故に際しては、ロジャース委員会の調査員の一人として事故原因の究明に参加[注釈 2]。
- 1978年 - 1987年10月： 腹部の癌[注釈 3]で計4回手術を受ける。
  - 1978年、ファインマンは腹痛のため診察を受け、稀な癌の一種である脂肪肉腫と診断された。外科医は、片方の腎臓と脾臓を押しつぶした「非常に大きな」腫瘍を摘出した。1986年、医師たちは別のがん、血液の癌の一種であるワルデンストレーム・マクログロブリン血症を発見した。1986年10月と1987年10月にも手術が行われた。破裂した十二指腸潰瘍が腎不全を引き起こし、彼は数ヶ月の延命ができたかもしれない透析を受けることを拒否した。この状況下で、ロジャース委員会の委員の仕事を引き受けた。
- 1988年2月15日： 午後10時34分UCLA医療センターで癌により死去（69歳）。亡くなるまで、ファインマンの妻グウェネス、妹ジョーン、いとこのフランシス・ルワインが人生の最後の日々を見守った。カリフォルニア州アルタデナの マウンテン・ビュー墓地と霊廟に埋葬された。
  - 1989年： ファインマンの死の翌年、妻グウェネス死去。

## 逸話
- ファインマンが生まれる前、父親は母親に向かって「もし男の子が生まれたら必ず科学者になるぞ」と予言した。ただメルヴィルの娘、ジョーン・ファインマンもシラキュース大学にて固体物理学の学位を取得。実兄リチャードと同じ物理学博士の道に進んでいる。ちなみに知能検査はジョーンIQ124に対してリチャードはIQ123であった。ジョーンが4歳のとき、深夜兄に連れ出され見せられたオーロラに感動して学位論文は「ダイヤモンド型格子構造の結晶中の赤外線吸収について」。見栄と自慢がしたいがためだけに先回りして答えを披露する兄の狡猾なやり口を危惧したジョーンは「宇宙を半分に分けるとして、オーロラは私の分野」（介入するな）と兄に念を押しておいた。
- 父親は「身分」なんぞというものに決して頭を下げないという考え方があった。このため、ローマ教皇だろうが皆と同じ人間であり「違うところは着ているものだけさ」とファインマンに言い聞かせていた。また、父親はセールスマンではあったが、人間は嘘をつくよりも正直でいた方が結局は成功するという信念があり、これらの考え方はファインマンが受け継ぐようになる。
- また父親は物理や科学の知識を持っていたわけではないのだが、子供の「なぜ？」という質問に対して説得力のある説明を与えることが得意だった。後にファインマンは「“本当にわかった”と思うのは、物事に二通り以上の説明ができた時だ」と語り、自身優れて分かりやすい説明能力で人気を集めたが、こうした姿勢も父親から受け継いだものである。科学的知識は大した事は無かったが、何故こうも特別興味を持っていたかについては兄妹共に常々疑問に感じていた。父は科学的素養があったがそれを学ぶ機会が無かったのではないかと推察している。
- ひとたび物理のこととなると没頭してしまうので、相手が誰であるかなど忘れてしまい、どんな大物であろうとも意見が変だと思えば『いや、違う、違う。君は間違っているぞ』とか『気でもふれたか（You must be crazy.）』などと、とんでもないことをつい言ってしまう癖があった。しかしロス・アラモス研究所に在籍中、ハンス・ベーテや、当時物理界の大物として知られたニールス・ボーアは、彼らの名声におののいて本音を言おうとしない周囲と相対して本音しか言わないファインマンを気に入り、個人的な相談相手として起用していた。ファインマンの喋るクイーンズやブルックリン辺りの英語は、知識層とはかけ離れた労働者階級が喋るような野卑な言葉遣い(下町言葉)であった。当人は気にもかけてないが、他学者の気分を害するような下卑た表現であり、目上も目下も関係無く率直に自分の感想を述べていた。スウェーデンの百科事典出版社がボンゴを叩くファインマンの写真を掲載したい旨を打診すると「物理学に対する明らかな侮辱である。“くそったれ！”」と返信した。
- デーモン・コア（取り扱い時の事故で二人の科学者が死んだ）を素手で触った本人の談によると、プルトニウムは崩壊熱による、曰く「放射能の暖かみがある」とのこと。
- 何につけても自分が正しいと思ったことは実証しなくては気が済まない性格だった。あるとき大学のフラタニティにて、小便は重力によって体から自然に出てゆくのかどうかという議論で喧々囂々となり、ファインマンが逆立ちして小便できるところを見せ、そうでないことを実証した。
- 打楽器ボンゴの名手であった。サンフランシスコのバレエ団の公演でパーカッションを担当したり、彼が音楽を担当した創作ダンスがパリで行われたバレエの国際コンテストで2等を取ったりしている。
- ロスアラモス国立研究所所属中は、母親譲りのユーモアで様々なイタズラをしたと著書の中で語っている。まず研究所で行われた機密保持目的の検閲に対して不満を抱き、妻（アーリーン）や両親との手紙でのやり取りをパズルにして検閲官を困惑させ、からかった。また内容よりもその機密性にばかり気を使う上司が気に入らず、ある日重要機密書類の入ったキャビネットを趣味の金庫開けの技術で破ってみせた。その上司がキャビネットを新しいものに変えるとすぐさままた金庫破りを繰り返し、機密への固執に対する無意味さを逆手に取ってその上司をからかった。他にも無意味に時間をかける施設の入り口の検問に嫌気がさし、地元の労働者が出入りに使っていた金網の穴から短時間の間に何度も入っては同じ検問を内側から何度も出て警備の無意味さをからかったが、結局警備員に捕まってお説教をされている[4]。
  - 鍵開けについては、同一形式のナンバー式ロックのキャビネットを片っ端から試したところ、約半数が工場出荷時のデフォルトのナンバーで開いてしまった。後に著書で警告とも取れる啓発文章を載せている。
- 兵役に就く際に行われた精神鑑定の結果、「精神異常」のため不採用になった。これは彼が元々精神科医というものが嫌いで、鑑定医の質問に少々いたずら心を持って応対したためと思われた。が、後日いたずらを懺悔する文を提出したところ、「健康不良」のため不採用となった[5]。
- ノーベル賞受賞の知らせの電話が朝の3時半前後にかかってきた事に腹を立て、賞を受けるかどうかも言わず、「今眠いんだ」とだけ言い放ち、すぐに電話を切ってしまった。その直後から次から次へと電話がかかってきてうんざりし、ノーベル賞を受けなければこんな目に遭わずに済むのかと考えて受賞を断ろうと考えたが、断った方が余計ことが大きくなると『Time』誌の記者に諭されて、受け取ることにした[6]。
- コーネル大学の教授時代、原爆開発の反動で研究意欲を失っていた。その間も来るいろいろな研究所や大学からのオファーにストレスを感じていたが、あるとき「自分は遊びながら物理をやっていこう」と決心した。その頃たまたまカフェテリアに居合わせた男性が皿を使ってジャグリングしている場面に遭遇、皿が回転するときは横に揺れている事に気づき、その運動を解明するために、皿を構成する質点の運動をすべて計算するなど単なる好奇心から計算を行った。そのときは全く意味がなく、ただの「遊び」でニュートンの法則だけを用いてその事象の計算を行い証明した。その計算をベーテに披露するも「それが何の役に立つんだ？」と訝られ「だけど面白いだろう？」と答えるとベーテも得心した様子だったという。結果としてその時の洞察が基になって、後々ノーベル賞を受賞する布石になる。
- カリフォルニア工科大学の同僚であったマレー・ゲルマンとは強力なライバル、論敵関係にあった。ゲルマンが命名したクォークのことをファインマンは「パートン」（部分子）と呼び、「ファインマン・ダイアグラム」のことをゲルマンは「ステュッケルベルク図」と呼んでいた。
- シカゴ大学で研究所の所長を務めていたエンリコ・フェルミが他界した後、その後任として就任の要請が来たが、カリフォルニア工科大学の環境の良さを気に入っていた為に待遇も聞かずに断った。後日にその給料が知人から知らされたが、その高さに驚き、逆に断ってよかったと懐古している[7]。物理に関係の無い雑事で機会損失が発生するのを酷く嫌がり自らを「社会的無責任論者」と称し、秘書ですら「胸がすくくらい、好条件の要請や招聘を殆ど断っていた」と感嘆していた。結果、30年余りに渡ってカリフォルニア工科大学に在籍、教鞭を取り研究に没頭出来る環境で過ごした。
- フリーマン・ダイソンは英国の両親に宛てた手紙の中でファインマンの事を「半ば天才、半ば道化」と評して、事実ファインマンの一般的イメージも「自由奔放で愉快な天才科学者」で認知される。ただダイソンは自分で軽々しく形容したファインマンに対する上記の第一印象を後々酷く後悔している。正しくは「完全な天才、完全な道化」。
- 可愛い娘には目がなく、女性の心理を色々と研究して、どのようにすれば女性にモテるかをよく知っていたし、実際よくモテた。カリフォルニア工科大学で教鞭を執っているときはほとんど毎日のように自宅近くのストリップバーに通っていて、ダンスを眺めたりダンサーの気を引いたりしていた。また、ラスベガスが好きだったが、その理由のひとつもダンサーに会えることだった。
- ファインマン・ダイアグラムがそこかしこに描かれたマスタードカラーのバンに乗っていた（ナンバープレートはQANTUM：ナンバープレートの文字数制限（6文字）のため）。このバンは現在カリフォルニア工科大学に寄贈されている。
- 物理学会で初来日した際はわざわざ日本語を（片言ながら）覚えてきている。また、せっかく日本に来たのだからホテルではなく旅館に泊まりたいと主催者に無理を言って泊まらせてもらった[8]。別の機会に来日した時にも、予約された三重県の海辺のリゾートホテルをキャンセルし、山側にある町（名松線伊勢奥津駅付近）の小さな宿屋にわざわざ変えてもらったりした。自らの名前を「不敗魔」と記して自己紹介したこともある。
- 海産物が大嫌いで、一度カキを試してみたが、あまりの不味さに耐えられなかったという[9]。ただし来日した際に食べた魚は美味しかった（新鮮で生臭くなかった）ので食べることができたが、帰国してから魚料理を食べに行ったらやはりまずかったと語っている。
- 3度の結婚を経験した。最初の妻（アーリーン）とは結核により死別、2番目の妻（メアリ・ルー）とは離婚。最終的な家族には3番目の妻のグウェネスのほか、実の息子にカール、後に養子として迎えたミシェルがいる。カールは幼い頃から父親同様に数学に多大な興味を示したが、同じように生活してきたはずのミシェルは全く興味を示さず、ファインマンはその違いに驚いた。
- NASAのチャレンジャー事故の調査委員になるべきかどうか悩んでいたとき、夫人のグウェネスに「あなたが引き受けなかったら、12人の調査員はみんなでぞろぞろ連れ立って、色々な処を調べるが何も見つけられないけど、あなたが行けば、ひとりで飛びまわって、ひとの考えないようなことを調べ、きっと事故原因を見つける。あなたみたいなやり方のできる人は、他にはいないから」と諭され、委員になる事を決意したと話している。
- 晩年、友人との談話中にたまたまソビエト連邦のトゥヴァンソビエト社会主義自治共和国（ASSR）の「クズル」（Kyzyl, 現・ロシア連邦トゥバ共和国）という地を知り、どうにかして訪れたいと、何年にもわたって交渉を重ねていたが、冷戦時代の官僚的な問題によってその夢は阻まれた。肝心の理由は「変わった地名だから」というものであった。この旅を許可するソ連政府からの手紙が届いたのは、彼が亡くなった翌日だった。その後、娘のミシェルがこの旅を実現させた。この様子は、ラルフ・レイトンの著書『ファインマンさん最後の冒険』(Tuva or Bust! Richard Feynman's Last Journey)に描かれている。
- 理論物理学の分野で八面六臂の活躍をしたファインマンであったが、一度「故障」を起こしている。1984年IBM社製パーソナルコンピュータの購入でパサディナまで出かけた時、興奮のあまり歩道の段差に躓きビルの壁面に頭部を打ち付け大量出血、通行人に病院に行くよう促されるも大したことはないと自己判断。後日、庭先にある車を探すのに45分も費やしたり、深夜に突然起きて息子の部屋を通り抜けたり、講義内容が支離滅裂になっている事に気づいて謝罪するなど奇妙な挙動を起こすようになる。脳走査の結果、脳組織を圧迫するほどの大量の硬膜下出血を確認、そのまま手術室に直行、標準的除去処置によって全快。手術以前3週間の記憶は欠落したままであった。
- 生涯を通じてユーモア溢れる語り口で有名であったが、それは死に際まで変わらず、最後に口にした言葉は“2度死ぬなんて、まっぴらだね。全くつまんないからな（I'd hate to die twice. It's so boring.）”であった。
- 1993年にはForesight Instituteにより、ファインマン賞が設立された。
- 幼少の頃に過ごしたファーロッカウェイのコーナガ・アベニューは、彼にちなみ2005年5月11日にニューヨーク市により「リチャード・ファインマン・ウェイ」と改名されている。
- ノーベル物理学賞のメダルは2018年に遺族によって競売にかけられ、97万5000ドル（約1億1700万円）で落札された[10]。
- 円周率の小数点以下762桁目から9が連続で6個並ぶ「999999」の部分は「ファインマン・ポイント」と呼ばれている。ファインマンが円周率をこの桁まで暗記したいと講義で述べたとされることから名付けられたが、本当にこの発言をしたのかは不明で、伝記や彼の自伝でも言及されていない。
- ファインマンの死が近づいた時、彼は友人かつ同僚のダニー・ヒリスに、「なぜヒリスはとても悲しそうにしているのかい？」と尋ねた。ヒリスは、「ファインマンがすぐに死んでしまうのではないか」と、答えた。するとヒリスはファインマンは次のように得意の冗談を交えて答えたと述べている。「そうだね。：原文Yeah」とファインマンはため息をついた。「そりゃ、たまには気になるよ。でも君の思ってるほどでもないかな…。.....君だって自分の歳になると、気づくもんだよ。自分の知ってるいい話ってだいたい他の人にも話しちゃってるし、そんなに気にしなくてもいいってね。原文："that bugs me sometimes too. But not so much as you think . . . when you get as old as I am, you start to realize that you've told most of the good stuff you know to other people anyway."」

## 著書

### ファインマン物理学
ファインマン物理学は1961 - 1963年にファインマンがカリフォルニア工科大学で行なった講義の内容をもとにして、ロバート・B・レイトン、マシュー・サンズと共に構成した物理学の教科書である。大学初年度レベルの物理学の入門書という位置付けながら、随所に物理法則に対する深い見方が示され専門家からの評価も高い。原書は3分冊である。1967年に岩波書店から刊行された邦訳版は5分冊になっている。
- 坪井忠二訳『ファインマン物理学 I 力学』 1986 ISBN 4-00-007711-2
- 富山小太郎訳『ファインマン物理学 II 光・熱・波動』 1986 ISBN 4-00-007712-0
- 宮島龍興訳『ファインマン物理学 III 電磁気学』 1986 ISBN 4-00-007713-9
- 戸田盛和訳『ファインマン物理学 IV 電磁波と物性〔増補版〕』 2002 ISBN 4-00-006833-4
- 砂川重信訳『ファインマン物理学 V 量子力学』 1986 ISBN 4-00-007715-5

### その他の教科書

#### コンピュータ科学
教科書ではあるが、通常のコンピュータ科学の教科書における標準的な展開に沿ったものではなく、「ファインマン流」の理解の道筋に沿った内容と、一部はファインマンの専門である理論物理とコンピュータ科学が密接に関係する可逆計算などについて深く講究した内容や、シンキングマシンズ社のユニークなアーキテクチャについての顧問などの仕事が反映したものとなっている。
- 『ファインマン計算機科学』岩波書店 1999 ISBN 4-00-005941-6

### エッセイ・伝記
スタイルとしては自伝のスタイルで書かれているが、本人の筆によるものではなく、ファインマンが友人などによく語るエピソードを、音楽仲間であるラルフ・レイトン（『ファインマン物理学』の編者であるロバート・B・レイトン教授の息子）が聞き書きした「逸話集」である。
- R.P.ファインマン著 「ご冗談でしょう、ファインマンさん（上）」 岩波書店 2000 ISBN 4-00-603005-3
- R.P.ファインマン著 「ご冗談でしょう、ファインマンさん（下）」 岩波書店 2000 ISBN 4-00-603006-1
- R.P.ファインマン著 「困ります、ファインマンさん」 岩波書店 2001 ISBN 4-00-603029-0
- R.P.ファインマン著 「聞かせてよ、ファインマンさん」 岩波書店 2009 ISBN 978-4-00-603185-5

### その他
科学啓蒙書など。
- R・P・ファインマン『物理法則はいかにして発見されたか 新装版』ダイヤモンド社、1983年。ISBN 4-47-883003-7。
- R・P・ファインマン 著、釜江常好、大貫昌子 訳『光と物質のふしぎな理論：私の量子電磁力学』岩波書店、1987年。ISBN 9784000058667。（文庫版：〈岩波現代文庫〉学術177、2007年、ISBN 9784006001773）。
- R・P・ファインマン『科学は不確かだ！』岩波書店、1998年。ISBN 4-00-005185-7。

### ドラマ
- インフィニティ 無限の愛（英語版）
1996年公開の映画。ベストセラーとなった『ご冗談でしょう、ファインマンさん』と『困ります、ファインマンさん』を原作に映画化。不治の病に冒された恋人との愛を最後まで貫いた男ファインマンの姿を、マシュー・ブロデリックが監督し演じている。
- 「チャレンジャー号　73秒の真実」（原題：Feynman and the Challenger）
ファインマンを主人公に、1986年のスペースシャトル・チャレンジャー号爆発事故の原因究明のため、ロジャース委員会のメンバーだった彼が、様々な障害や病魔と闘いながら、真相究明を果たすまでを描く英米合作のテレビドラマ。アカデミー賞俳優ウィリアム・ハートがファインマンを演じた。2013年制作。

## 評伝
- 高橋昌一郎『天才の光と影 ノーベル賞受賞者23人の狂気』PHP研究所、2024年5月。ISBN 978-4-569-85681-0。